# Oberea sinense
Oberea sinense là một loài bọ cánh cứng trong họ Cerambycidae.